# Microsoft Word
Microsoft Word (oder Word) ist ein Textverarbeitungsprogramm des US-amerikanischen Unternehmens Microsoft. Es wurde 1983 als Multi-Tool Word für die Xenix-Plattform eingeführt, daraufhin aber auch portiert auf PC DOS/MS-DOS des IBM PC (1983) und kompatible Computer, Apple Macintosh (1985), AT&T Unix (1985), Atari ST (1986), SCO UNIX, OS/2 und Windows (1989).
Word gehört zum Microsoft-Office-Paket und ist in der Desktop-Version für Windows und macOS sowie in der mobilen Version als App für Android und iOS verfügbar. 
Das Programm war bereits 2010 das mit Abstand meistverwendete Textverarbeitungsprogramm der Welt.

## Geschichte
Word von Microsoft basierte auf dem Konzept der GUI-Textverarbeitung Bravo, die auf dem Xerox Alto lief. Der Autor von Bravo, Charles Simonyi, wechselte 1981 von PARC zu Microsoft und wurde der leitende Entwickler von Multi-Tool Word. 1983 wurde Multi-Tool Word für Xenix und MS-DOS angekündigt. Microsoft machte Werbung für das Produkt durch Demonstrationsdisketten, die in der US-amerikanischen Computerzeitschrift PC-World verteilt wurden. Word wurde mit der stetigen Weiterentwicklung zu einer weit verbreiteten Software, nachdem es unter MS-DOS anfänglich unter der ungewohnten Bedienung im Vergleich zu WordPerfect unpopulär war. 
Bereits in der ersten Version wurde Word für die Bedienung mit einer Maus konzipiert und konnte in Verbindung mit einer Grafikkarte, die Grafikausgabe erlaubte (wie CGA oder Hercules), auf IBM-kompatiblen Geräten Textauszeichnungen wie Fett oder Kursiv, nicht aber die Schriftart oder Schriftgrößen direkt darstellen. 1985 erschien die Portierung auf den Macintosh. Im Gegensatz zur DOS-Version unterstützte die Macintosh-Version ähnlich wie die Apple-eigene Textverarbeitung MacWrite echtes WYSIWYG. Die Version 1.05 wurde in Zusammenarbeit mit Atari für den Atari ST portiert. Die unter dem Namen Microsoft Write verkaufte Version wurde nicht mehr aktualisiert. Während die DOS-Variante mehrere Konkurrenten wie WordStar, WordPerfect oder IBM PC Text hatten, wurde Word für Macintosh spätestens mit der Version 5.1 im Jahre 1992 marktbeherrschend. Die Macintosh-Version blieb so auch für Jahre teurer als die DOS-Variante. 
Die erste Windows-Version erschien 1989, die zweite 1991. Mit Word 5.5 für MS-DOS glich Microsoft die Bedienung der DOS-Version an die Windows-Version an, die zu diesem Zeitpunkt die Version 2.0 hatte. Die DOS-Variante verfügte nun ebenfalls über Pulldown-Menüs und eine Symbolleiste und konnte über Dialoge bearbeitet werden. Vom Funktionsumfang her dagegen glich Word 5.5 annähernd der Version 5.0, die ein eigenes, auch mausbasiertes Bedienerkonzept hatte. 1993 wurden Word 6 für DOS, Windows und Macintosh freigegeben. Für MS-DOS war es die letzte Version. Die DOS-Versionen wurden bis 1995 vertrieben. Es existierten auch Versionen für OS/2 und SCO Unix.

### Word für DOS

Word 5.5 für DOS

Word für DOS war eine Textverarbeitungen für den IBM PC. In Verbindung mit einer Grafikkarte konnte Word auf IBM-kompatiblen Geräten Textauszeichnungen wie Fett oder Kursiv, nicht aber die Schriftart oder Schriftgrößen, direkt darstellen.

### Word für Windows

Word für Windows 1.1 (1991)

Die erste Windows-Version erschien 1989. Im Gegensatz zu Word für DOS basierte Winword, wie das Programm in den 1990er Jahren umgangssprachlich (nach der ausführbaren Datei winword.exe) bezeichnet wurde, auf WYSIWYG. Frühere Windows-Computer stießen an ihre Leistungsgrenzen, daher unterstützte Word für Windows auch eine Entwurfsansicht mit einer Standardschriftart und ausgeblendeten Objekten.
Am 25. März 2014 stiftete Microsoft den Quellcode zu Microsoft Word for Windows 1.1a dem Computer History Museum. Von dort ist der Quelltext unter einer Microsoft-spezifischen Lizenz für wissenschaftliche Zwecke frei herunterladbar.

## Dateiformat

Dateisymbol des .docx-Formats unter Word 2013 (Windows)

Die für Word bis zur Version 2003 bzw. 2004 verwendeten Dateinamenerweiterungen heißen .doc für Dokumente und .dot für Dokumentenvorlagen. Bemerkenswert dabei ist die Inkompatibilität insbesondere der Versionen bis einschließlich 7 (Office 95) und der Versionen ab 8 (Office 97). Sie beruht darauf, dass Microsoft die Backup-Funktionalität grundlegend änderte, was der Einführung eines neuen Dateiformates gleichkam, auf eine Änderung der bekannten Dateinamenserweiterung jedoch verzichtete.
Word kann mit verschiedenen Dateiformaten arbeiten, jedoch wurden einige wichtige Fremdformate bis zum Service Pack 2 von Word 2007 beziehungsweise Word 2010 für Windows auf Word für macOS (bis 2012 „Mac OS X“ und bis 2016 „OS X“) bis heute nicht unterstützt. Inzwischen wurden die Spezifikationen der „alten“ Formate von Microsoft freigegeben. Da der Austausch von Informationen verschiedener, unabhängiger Informationssysteme zunehmend wichtiger wird und verschiedene Regierungen aufgrund des proprietären Formates gedroht hatten, das Microsoft-Office-Paket nicht mehr länger einzusetzen, wurde Ende Januar 2005 ein neues interoperables Dokumentformat vorgestellt und freigegeben: WordprocessingML. Neuere Microsoft Word Versionen unterstützen das auf XML basierende Format WordprocessingML und Dokumente in diesem Format lassen sich insbesondere für Fremdprogramme einfacher lesen, verarbeiten und erstellen. Diese Dokumente waren dann aber um einiges größer, da XML einen großen Overhead produziert.
Seit der Windows-Version 2007 bzw. der Mac-Version 2008 werden Dokumente standardmäßig im Format Office Open XML abgespeichert. Aus Kompatibilitätsgründen wird jedoch auch das alte Format weiterhin unterstützt. Dokumente im neuen Format tragen die Dateiendung .docx und .docm (Dokumente mit Makros). Da dieses Format auf XML basiert, lassen sie sich insbesondere für Fremdprogramme einfacher lesen, verarbeiten und erstellen. Dokumentvorlagen weisen die Endungen .dotx bzw. .dotm auf. Da es sich um ein auf ZIP aufbauendes komprimiertes Dateiformat handelt, sind diese Dateien relativ kompakt. Nach der Installation eines kostenlosen „Compatibility Packs“ für Microsoft Office in Word für Windows ab Version 2000 (offiziell; das Compatibility Pack 4 vom 6. Januar 2010 funktioniert aber auch mit Word 97) können diese neuen Dateitypen auch mit älteren Versionen von Word geöffnet, bearbeitet und gespeichert werden. Für macOS bietet Microsoft für Word 2004 einen separat herunterzuladenden Konverter an, der OpenXML-Dokumente in RTF-Dateien übersetzt.
Der Internet Media Type für Dokumente im alten Format ist application/msword. Für Dokumente im Format Office Open XML lautet er application/vnd.openxmlformats-officedocument.wordprocessingml.document.

## Sicherheitsaspekte

### Dateiformat
Bei digitaler Veröffentlichung oder Datenaustausch von Dokumenten im Word-Format sind, falls beim Bearbeiten die Funktionen Schnellspeicherung, Versionsverfolgung oder Änderungsverfolgung aktiviert waren, Einblicke in die letzten Änderungen am Text möglich. Des Weiteren kann es mitunter möglich sein, die ursprünglichen Autoren und den Dateiablageort im lokalen Computer zu ermitteln. Diese Informationen lassen sich jedoch leicht aus dem Dokument entfernen.
Word bietet an, ein Dokument mit Lese- und/oder Schreibschutz zu versehen. Freigeschaltet wird eine so geschützte Datei über ein vom Benutzer einzugebendes Passwort. Bei alten Versionen von Word (2003 und früher) konnte dieser Schutz von einem Angreifer relativ leicht ohne Kenntnis des Passwortes ausgehebelt werden. Neuere Versionen von Word nutzen einen wesentlich besseren Leseschutz. Der Schreibschutz kann noch immer relativ einfach umgangen werden.

## Automatisierung
Die Automatisierung und Erweiterung von Microsoft Word kann durch Visual Basic for Applications (VBA) oder unter Windows durch das Verwenden der Visual Studio Tools for Office bewerkstelligt werden. Vor Word 97 konnte die Automatisierung durch das Verwenden der eigenen Makrosprache (WordBasic) bewerkstelligt werden.
Bis zur Version 2004 unterstützte Word für Macintosh VBA. In Version 2008 war eine Automatisierung nur noch mit AppleScript möglich. Word 2011 wurde wieder mit VBA ausgeliefert. Auch in Word 2016 ist VBA fester Bestandteil.
Word 2013 für Windows RT unterstützt VBA nicht und erlaubt dort somit Automatisierungen nur im Rahmen der mit Office 2013 erstmals eingeführten Office-Apps (in Office 2016 in Add-Ins umbenannt).

## Versionen

### Versionen für MS-DOS und Kompatible
- November 1983: Word 1
- 1985: Word 2
- 1986: Word 3
- 1987: Word 4
- 1989: Word 5
- 1990: Word 5.5; Y2K-kompatible Version im Rahmen eines Patches von 1999 kostenlos angeboten[12]
- 1993: Word 6

### Versionen für Macintosh
- Januar 1985: Word 1 für Macintosh
- 1987: Word 3
- 1989: Word 4
- 1991: Word 5
- 1993: Word 6.0 Macintosh Edition
- 1998: Word 98 Macintosh Edition
- 2000: Word:mac 2001; die letzte Version, die mit Mac OS 9 kompatibel ist
- 2001: Word:mac v.X; die erste Version, die Mac OS X voraussetzt
- 2004: Word:mac 2004; Version für PowerPC-Rechner, läuft mit Hilfe von Rosetta auch auf Intel-Macs (bis Mac OS X Snow Leopard, 10.6, 2009)
- 2008: Word 2008; erste Version für Intel-Rechner (nativ; als Universal Binary auch letzte auf PowerPC-Macs einsetzbare Version)
- 2010: Word 2011
- 2015: Word 2016; erste x64-Version (64-Bit)

### Versionen für OS/2
- 1989: Word 5.0 (Family Mode)
- 1991: Word 5.5 (Family Mode)
- 1990: Word 1.1 for OS/2
- 1991: Word 1.2 for OS/2

### Versionen für iOS
- 20. November 2014: „Microsoft Word 1.3“
- 2014: „Microsoft Word 1.4“
- 2015: „Microsoft Word 1.5 bis 1.16.3“
- 2016: „Microsoft Word 1.17.1 bis 1.18.5“

### Versionen für Xenix und andere Unix-Systeme
- 1987: Word 3.0 for XENIX[13]
- 1991: Word 5.0 for UNIX[14]
- 1991: Word for UNIX Systems Release 5.1[15]

### Versionen für Windows (16-Bit)
- November 1989: Word für Windows. Es erschien ungefähr zur gleichen Zeit wie Windows 2.11 und ist eine der ersten Anwendungen – neben Excel und Adobe PageMaker – für selbiges.
- 1991: Word 2.0 für Windows; mit einer Skriptsprache namens WordBasic, mit der sich Vorgänge automatisieren ließen.
- 1993: Word 6.0 für Windows (Word 3, 4 und 5 wurden übersprungen, um die Versionsnummer mit den Mac- und DOS-Versionen zu vereinheitlichen, ebenso mit den Versionsnummern von WordPerfect, das zu dieser Zeit der Hauptkonkurrent von MS Word war); gegen den Verlust des gerade bearbeiteten Dokumentes durch Softwarefehler oder Absturz des Computersystems wurde ab Word 6 eine Backup-Funktion eingebaut.

### Versionen für Windows (32-Bit x86)
- September 1994: Word 6 für Windows NT; entspricht von der Oberfläche Word 6 für Windows (16-bit), war aber für Windows NT 3.5 konzipiert und hatte daher 32-Bit-Code. Bestandteil von Office 4.2 für Windows NT, vor Erscheinen von Windows 95 veröffentlicht.
- 1995: Word 95 (Version 7); u. a. Bestandteil von Office 95.
- 1997: Word 97 (Version 8); u. a. Bestandteil von Office 97.
- Sommer 1999: Word 2000 (Version 9); u. a. Bestandteil von Office 2000.
- Herbst 2001: Word XP, auch Word 2002 (Version 10); u. a. Bestandteil von Office XP.
- 21. Oktober 2003: Word 2003 (Version 11); u. a. Bestandteil von Office 2003. Die Version 11.6113.5703 kennzeichnet dabei die RTM-Version, nach der Installation von Service Pack 1 hat Word 2003 die Version 11.6359.6360.
- 30. November 2006 (Firmenkunden) bzw. 29. Januar 2007 (Endverbraucher): Word 2007 (Version 12), ist Bestandteil von Office 2007, das gleichzeitig mit Windows Vista auf den Markt gebracht wurde.
- 15. Mai 2010: Word 2010 (Version 14); Bestandteil von Office 2010.
- 29. Januar 2013: Word 2013 (Version 15); Bestandteil von Office 2013.
- 29. September 2015: Word 2016 (Version 16); Bestandteil von Office 2016.
- 24. September 2018: Word 2019;[16] Bestandteil von Office 2019

Ab der Version 7.0 werden die Versionsnummern gleich mit den anderen Office-Produkten wie Microsoft Excel, Microsoft PowerPoint, Microsoft Access usw. geführt.

### Versionen für Windows (64-Bit x86 bzw. x64)
- 15. Mai 2010: Word 2010 (Version 14); Bestandteil von Office 2010
- 29. Januar 2013: Word 2013 (Version 15); Bestandteil von Office 2013
- 29. September 2015: Word 2016 (Version 16); Bestandteil von Office 2016
- 24. September 2018: Word 2019;[16] Bestandteil von Office 2019
- 5. Oktober 2021: Word 2021; Bestandteil von Office 2021
- 1. Oktober 2024: Word 2024; Bestandteil von Office 2024

### Versionen für Windows RT (ARM, 32-Bit)
- 29. Januar 2013: Word 2013 (Version 15); Bestandteil von Office 2013 RT.

## Ähnliche Produkte
- Apache OpenOffice Writer
- LibreOffice Writer
- Textmaker als Bestandteil der Softmaker-Office-Suite
- Apple iWork Pages